# Ussel-Est (tổng)
Tổng Ussel-Est là một tổng của Pháp tọa lạc tại tỉnh Corrèze trong vùng Nouvelle-Aquitaine.

## Địa lý
Tổng này được tổ chức xung quanh Ussel trong quận Ussel. Độ cao khu vực này là 545 m (Mestes) đến 829 m (Saint-Fréjoux) độ cao trung bình trên mực nước biển là 696 m.

## Hành chính
| Giai đoạn | Ủy viên        | Đảng | Tư cách |
| --------- | -------------- | ---- | ------- |
| 2004-2011 | Pierre Gathier | UMP  |         |

### Kết quả bầu cử tổng này ngày 21 tháng 3 năm 2004
- Claudine Presset (PS)
- Pierre Gathier (UMP)
- Gilles Pégourier (divers droite)
- Hippolyte Champseix (FN)
- Gilles Chazal (PCF)

## Phân chia đơn vị hành chính
| Xã                       | Dân số     | Mã bưu chính | Mã insee |
| ------------------------ | ---------- | ------------ | -------- |
| Mestes                   | 262        | 19200        | 19135    |
| Saint-Étienne-aux-Clos   | 211        | 19200        | 19199    |
| Saint-Exupéry-les-Roches | 529        | 19200        | 19201    |
| Saint-Fréjoux            | 247        | 19200        | 19204    |
| Ussel                    | 10 753 (1) | 19200        | 19275    |
| Valiergues               | 121        | 19200        | 19277    |

(1) một phần của xã.

## Thông tin nhân khẩu
| 1962                                                     | 1968 | 1975 | 1982 | 1990 | 1999 |
| -------------------------------------------------------- | ---- | ---- | ---- | ---- | ---- |
| -                                                        | -    | -    | -    | -    | -    |
| Nombre retenu à partir de 1962 : dân số không tính trùng |      |      |      |      |      |